# ديفران أيهان
ديفران أيهان (بالتركية: Devran Ayhan)‏ هو لاعب كرة قدم تركي في مركز الوسط، ولد في 25 مارس 1978 في بطمان في تركيا. لعب مع أنقرة غوجو وتشايكور ريزه سبور وعثمانلي سبور وغازي عنتاب سبور وقيصري إيرسيسبور وكوجالي سبور ونادي خزر لنكران ونادي قره باغ.

## وصلات خارجية
- ديفران أيهان على موقع اتحاد تركيا (لاعب) (الإنجليزية)
- ديفران أيهان على موقع قاعدة بيانات كرة القدم.إي يو (الإنجليزية)
- ديفران أيهان على موقع Soccerway.com (الإنجليزية)